# Beach Channel Drive
Beach Channel Drive es la principal calle en Rockaway Peninsula en Nueva York en el borough de Queens. Se extiende desde el condado de Nassau en los límites con Inwood al oeste del puente Marine Parkway en el extremo con Jacob Riis Park. Desde el oeste de Hammels, sigue a lo largo de Jamaica Bay en el lado norte de la península.
Anteriormente era una corta calle localizada al oeste del presente sitio del puente Cross Bay Veterans Memorial, la calle fue expandida al consolidarse con unsinnumero de calles existentes y de la construcción de otros cruces. 
Beach Channel Drive fue el punto de lanzamiento d primer vuelo transatlántico. El 8 de mayo de 1919, cuatro aviones acuáticos modelo Navis-Curtis de la Fuerzas Armadas de los Estados Unidos despegaron de lo que hoy es conocido como Beach Channel Drive en Neponsit hasta Terranova y Labrador, Canadá, las Islas Azores, y Lisboa, Portugal. Finalmente el 31 de mayo de 1919, sólo un avión, piloteado por Comandante Albert C. Read, arribó a Plymouth, Inglaterra.
- Datos: Q4875693
- Multimedia: Beach Channel Drive / Q4875693